# ライデン (モータルコンバット)
ライデン（Raiden、雷電）はミッドウェイゲームズとNetherRealm Studiosの対戦型格闘ゲーム『モータルコンバット』シリーズに登場する架空の人物。初出は1992年の『Mortal Kombat』。『Mortal Kombat 3』と拡張版の『Ultimate Mortal Kombat 3』以外のすべての本編作品でプレイアブルキャラクターとして登場する。
雷神がモチーフであり、雷を自在に操る。人間界（Earthrealm）の守護者であり、迫りくる脅威から人間界を防衛する戦士を選び、訓練を施すことでその責務を果たし、時には防衛に直接参加することもある。基本的に主人公たちの師匠的な存在として登場するが、ストーリー上、よりダークなキャラクター付けがされることもあり、人間界を守るために冷酷さを増していく。
シリーズの中心人物の1人で、本シリーズ以外の様々な関連メディアにも登場しており、NBAジャム、NFL Blitz、アンリアルチャンピオンシップ2、 インジャスティス2にゲスト登場している。好評を博しており、シリーズ屈指の人気キャラクターである。

## キャスト
演
- カルロス・ペシーナ（『Mortal Kombat（1992年）』『Mortal Kombat II』『Mortal Kombat Trilogy』）
- マイケル・ガーベイ（『Mortal Kombat Mythologies: Sub-Zero』）
- クリストファー・ランバート（映画『モータル・コンバット（1995年）』）
- ジェームズ・レマー（映画『モータルコンバット2』）
- ジェフリー・ミーク（TVドラマ『Mortal Kombat: Conquest』）
- ライアン・ロビンス（Webドラマ『Mortal Kombat: Legacy』）
- デヴィッド・リー・マッキニス（Webドラマ『Mortal Kombat: Legacy II』）
- 浅野忠信（映画『モータルコンバット（2021年）』）

声
- ジョン・ヘイ（1992年 - 1996年）
- ランディ・ハミルトン（アニメーション作品『Mortal Kombat: The Journey Begins』）
- クランシー・ブラウン（TVアニメ『Mortal Kombat: Defenders of the Realm』）
- エド・ブーン（『Mortal Kombat 4』）
- アラン・スタッグ（『Mortal Kombat: Deadly Alliance』）
- チェイス・アッシュベイカー（2004年 - 2005年）
- ダン・バッケダール（『Mortal Kombat: Shaolin Monks』）
- ロム・バークホーダー（『Mortal Kombat: Armageddon』）
- リチャード・エプカー（2008年以降）
- クリストファー・ランバート（『Mortal Kombat 11』）
- 津田健次郎（映画『モータルコンバット（2021年）』日本語吹替）
- デイブ B. ミッチェル（2020年以降のアニメーション作品）

モーションキャプチャー
- カルロス・ペシーナ（1997年 - 2006年）
- Sean Okerberg（『Mortal Kombat vs. DC Universe』）

## 登場作品

### ゲーム
ライデンはかつての人間界における守護者だった。彼は同胞の神々を滅ぼそうとする邪悪な旧神（Elder God）のシノックと戦い、人間界の滅亡をかけた戦争に巻き込まれた。旧神たちの助力でシノックを倒すと、彼をネザーレルム（Netherrealm）に追放し、彼の力のアミュレットを秘密の場所であるネパールの最高峰に位置するTemple of the Elementsに保管した。ライデンは、風、火、土、水を操る4人の神々をアミュレットの守護者に任命した。数千年後、ヌーブ・サイボットことサブ・ゼロ（兄）がソーサラーのクァン・チーのために神殿からシノックのアミュレットを盗み出そうとしたとき、ライデンは彼の前に顕現し、ネザーレルムへの潜入を命じ、シノックに自身を解放させないためにアミュレットの奪還を命じた。サブ・ゼロは任務を終え、シノックの脅威を回避することに一時成功する。しかし、後にクァン・チーが本物のアミュレットを入手し、サブ・ゼロに偽物を渡したことが明らかになり、ライデンはその事実に気づかなかった。
Mortal Kombat
魔術師シャン・ツンによる武術大会モータルコンバットへの招待を承諾。人間の姿となって試合に臨んだ。
Mortal Kombat II
数々の出来事の成り行きを見ていたライデンは、外界の皇帝シャオ・カーンの意図に気付く。大会の初代優勝者であるリュウ・カンとクン・ラオにカーンの脅威に警戒を促し、外界（Outworld）に乗り込む。
Mortal Kombat 3
カーンは人間界の全ての魂を手中に収めたが、ライデンはリュウ・カンら選ばれた戦士たちの魂を守ることに成功する。外界と人間界の合併により当初は参加できなかったが、「Mortal Kombat Trilogy」で旧神たちに協力を断られ、カーンに対抗するために自分の不死性を犠牲に戦いに身を投じた。最終的にカーンの軍勢を破り、人間界は元の状態へと戻った。
Mortal Kombat 4
外界の侵略が失敗した後、シノックはクァン・チーのアシストで再びネザーレルムでの地位を取り戻し、他の領域の征服を目論んだ。しかし、リュウ・カンが再び人間界の戦士を束ね、ライデンの軍勢は野望を打ち砕いた。旧神の地位を得たライデンは、人間界の守護神の座を弟のフウジンに譲った。
Mortal Kombat: Deadly Alliance
Deadly Allianceなる同盟を結んだシャン・ツンとクァン・チーにリュウ・カンが殺害され、ライデンは旧神という立場上、介入することができなかった。介入を拒む旧神たちに業を煮やし、クン・ラオ、サブ・ゼロ、ジャックス、ソニア・ブレイド、ジョニー・ケイジ、キタナを招集し、同盟の陰謀を阻止しようとする。 しかし、サブ・ゼロを除いて全員殺されてしまう。
Mortal Kombat: Deception
自らDeadly Allianceと対峙。竜王オナガが復活し、シャン・ツンとクァン・チーと一時的に共闘して立ち向かい、ライデンは神としての能力を解き放ち、大爆発を起こして同盟とともに絶命するが、オナガの撃破には至らなかった。ライデンのエッセンスは再び人間界に集まり、堕落し、より邪悪な姿に変貌を遂げ、人間界の住民の扱いに激怒しており、シュジンコウが愚かにも竜王を解き放ったことを知ると怒りを更に増幅させた。忍耐が限界に達した彼は、自らの手で問題を解決する道を選択する。リュウ・カンの亡骸は地下に存在する、ライデンが数世紀前に滅ぼした古代のネクロマンサーの一派であるHouanの神殿に運び、蘇らせた。息を吹き返したリュウ・カンの遺体はライデンの意思を継ぎ、人間界を脅威に晒す者たちに制裁を加える使命を帯びていた。
Mortal Kombat: Armageddon
目の前に現れたシノックに同盟を申し込まれ、ライデンは彼の欺瞞的な性質を知りながらもこれを承諾し、シノックの企みを密かに探ろうとする。コンクエストでは、テイヴンと出会い、自身がシャオ・カーンと取引し、人間界を対象としない限り、他のすべての領域を征服・支配させることに同意したことを明かす。その見返りとして、ライデンはカーンに代わってテイヴンを排除することに同意し、ブレイズの神に匹敵する力を物にする権利を得た。 ライデンはテイヴンに敗北し、その後、最後の生き残りとしてカーンと戦う。結果は後者の勝利となったが、ライデンはカーンに引導を渡される前に過去の自分へメッセージを送ることに成功した。
Mortal Kombat vs. DC Universe
カーンをポータルに送り込み、彼はダークサイドと融合し、ダーク・カーン（Dark Kahn）へと変貌を遂げ、その結果モータルコンバットとDCユニバースの世界が融合する。ジャスティス・リーグのメンバーとの衝突にもかかわらず、ライデンはスーパーマンと共闘してダーク・カーンのもたらす怒りと闘争心の感情を跳ね除け、彼を倒して融合を解いた。その後、ダークサイドをネザーレルムに幽閉する。アーケードモードのエンディングでは異次元間の紛争が終結し、人間界に戻ったライデンは故郷の太陽にさらされ、大きく弱体化していることに気づく。魔術師クァン・チーは彼に、忠誠を誓う代わりに力を充填する翡翠色の石を提供した。そして、この石の入手経路は不明である。ライデンは邪悪な魔術師への隷属か、死をただ待ち続けるかのジレンマを余儀なくされた。
Mortal Kombat（2011年）
過去のライデンが未来の自分から不吉なビジョンを受け取り、「アルマゲドン（Armageddon）」の発生を回避するために行動する。結果的に彼の行動は全て空回りに終わり、人間界の戦士の大半を失い、一部はクァン・チーに使役されるレヴナント（Revenant）として蘇生させられた。シャオ・カーンによる人間界侵攻の折に、敵であるはずのクァン・チーと同盟を結ぶことを宣言したことでリュウ・カンからも離反され、衝突の末に彼を殺めてしまう。苦戦を強いられるも、旧神たちに力を授けられ、カーンを打ち倒した。
Mortal Kombat X
弟のフウジンと共闘してSky Templeをシノック、クァン・チー、レヴナントたちから防衛する。その過程で、彼らはシノックを倒してアミュレットに封印し、レヴナントと化したジャックス、サブ・ゼロ、スコーピオンの正気を取り戻させた。20年後、ライデンはシノックのアミュレットが盗まれたことに気づき、奪還を目的に人間界の新たな防衛者たちと協力する。しかし、クァン・チーによってシノックの封印が解かれ、蘇えった彼はライデンを捕虜にし、人間界の力の源泉であるJinseiを汚染させた。キャシー・ケイジがシノックを倒した後、ライデンにシノックのエネルギーを取り込み、Jinseiの浄化を手助けした。堕落したライデンはネザーレルムの新しい支配者となったリュウ・カンとキタナと対面し、人間界を脅かす者たちへの警告として、さらし首となったシノックを見せしめにした。
Mortal Kombat 11
シノックのアミュレットを使用して再びダーク・ライデンとなり、ネザーレルムを襲撃して聖堂を破壊するため特殊部隊を指揮し、作戦を成功させる。その際、時の番人であり、シノックの母であるクロニカの逆鱗に触れ、彼の介入を無かったことにするために歴史を書き換えることを決意する。彼女は歴史からダーク・ライデンを消去するべく時間の嵐を発生させるが、ライデンは不死性を持つ過去の自分を呼び出し、彼が新たな旗頭として人間界の戦士を牽引する。未来の自分の運命を知ったライデンは、クロニカを倒すべく、特殊部隊とコータル・カーン、同じく過去から来た仲間たちと行動を共にする。が、その折に旧神たちが殺されたことを知る。
その結果、ライデンは徐々に邪悪な衝動に駆られ、未来の自分がしたように自己を強化するためにシノックのアミュレットを使用した。ライデンはスコーピオンに疑念を抱いて攻撃し、リュウ・カンに説得された折、異なる時間軸で自身がリュウ・カンと戦うビジョンを目にし、2人の力が合わさることを恐れたクロニカに操られていたことを看破する 。これを知ったクロニカはリュウ・カンを誘拐し、救出に来るであろうライデン一行をおびき寄せた。その道中、レヴナントのリュウ・カンと対峙し、ライデンは過去の彼と合体し、リュウ・カンは火の神となる。DLCストーリー「Aftermath」において、不死性を捨てたライデンはシャン・ツンを止めるために接近し、魂の王冠がなければクロニカの砂時計は使えないと主張したが、リュウ・カンはシャン・ツンに過去に戻り、過去の彼を回収することを許可している。過去へと移動したシャン・ツンは、過去のライデンやその仲間たちと協力して王冠を確保し、未来を救おうとする。が、最終決戦の折に全員を裏切った。ライデンとフウジンは敗北して魂を抜かれ、彼らの体は再び魂を吸収するために生かしておいた。バッドエンドでは、ライデンはシャン・ツンに仕え、世界を征服する。

#### その他のゲーム
NBAジャム、NFL Blitz、アンリアルチャンピオンシップ2で隠しキャラクターとして登場。
インジャスティス2ではサブ・ゼロとともにDLCとして収録された。アーケードモードのエンディングでは、不思議なことに「インジャスティス」の世界に転送され、ブレイニアックを倒した後、瀕死のドクター・フェイトから「armageddon is coming」と警告される。それを回避するために、彼はジャスティス・リーグ・ダークの発足に協力し、そのリーダーとなる。

#### デザイン
デザイナーのジョン・トビアスが1992年の「Mortal Kombat」に登場させる更なるキャラクターのインスピレーションを求めていた時、フィールド自然史博物館を訪れ、アジアの骨董品が展示されている場所で日本の美術品の「雷神」の像を見つけ、ゲームには日本の雷神が必要だと考えた。トビアスは、雷神について調べた結果、ライデンという異なる名前の綴りの神を取り入れることにし、伝統的な神道の雷神は通常、太鼓を叩いて雷を発生させる、小さくて赤い肌の悪魔のような生き物として描かれていることを知ると、別のデザインを考案することにした。トビアスは映画『ゴーストハンターズ』に登場する雷をコントロールする能力を持ち、笠を身に着けたキャラクターのライトニングからインスピレーションを受けた。
ライデンの名前は、「MK」から「UMK3」までのアーケードゲームと「MK4」以降の全てのゲームで「Raiden」と綴られている。しかし、「MKT」までに発売されたPCやコンソール向けの移植版、および映画やテレビシリーズでは、元の綴りではシューティングゲームRaidenを巡る著作権的な問題に発展することを懸念して「Rayden」に変更されている。エド・ブーンは個人的にアクレイム・エンタテインメントが手掛けた移植版におけるライデンの名前のスペルがYであることを嫌っていた。
ブーンは「MK:D」に収録されたインタビュー映像で、モータルコンバットの旧作でライデンの被写体を務めたカルロス・ペシーナが被っていた帽子は、撮影中にペシーナが何度も落下させるパフォーマンスを行った結果台無しになったと述べている。「MK」と「MK:DA」ではライデンの身長は7フィート（約213cm）とされているが、彼のスプライトは他のキャラクターとほぼ同等の身長であった。 円錐形の笠が彼の最も分かりやすい特徴であり、時折、雷と稲妻の力を秘めた六尺棒を振るうことがある。「雷」の字は彼の衣装のほとんどに刻まれている。『MK:DA』、『MK:D』、『MK:A』ではライデンの隠しコスチュームに鞘が見られるが、実際には刀を使用しない。『MK』、『MK4』、『MK:DA』では、体全体に電気が走っている。白色（作品によっては青色）に光る目を持ち、『MK:D』と『MK:A』では赤い輝きを放つ。
最初の2作ではミッドウェイ・ゲームズ社員のジョン・ヘイが声を担当した。特殊技の「Torpedo」（スーパーマンの技としても知られる）を放つ際、複数のパターンが存在する掛け声を発することで知られている。ファンたちは当初、ライデンが日本語で叫んでいると思い込んでいたが、「"Your momma's from LA"（お前のママはLA出身）」または、「"Get back in the car"（車に戻れ）」などの英語のフレーズをこじつけたものだと主張する者もいた。ジョン・トビアスは、ライデンは単に意味の無い言葉を発しているだけであることを明らかにした。
「MK:DA」のコンクエストでは、ライデンは750種類以上の柔術を全てマスターしていると説明され、これが彼の2つ目の戦闘スタイルとなっている。

#### ゲーム上の特徴
ライデンのフェイタリティは、初代「MK」では電撃で頭部を消滅させるものだったが、当時の任天堂は流血表現を厳しく取り締まっていたため、SNES版では灰色の塵の山と頭蓋骨だけになるという内容に変更された。同作では、3回目の耐久戦（Endurance match）で最後の相手にライデンのフェイタリティを使うことで、ライデンが灰にした相手と同じ配色のゴローが出現するバグが存在する。
当初、「MKII」で杖を武器として使う予定だったが、容量の都合で削除された。「MK3」ではデモ画面に登場し、参戦を禁じられていることを表明しており、同作では使用できない。また、ナイトウルフのフレンドシップを発動すると彼がライデンに変身し、「Mortal Kombat II」のアーケード筐体を出現させる。この際「"I've never seen a Kano transformation"（カノウの変身は見たことが無い）」、「"No, But I Can Do a Raiden Transformation"（ライデンに変身することはできる）」という2つのセリフの内いずれかが表示されることがあり、これらは『MKII』でカノウが、『MK3』でライデンが隠しキャラクターとして使用できるという誤った報告に基づくものであった。アップデート版に相当する「MKT」ではライデンが使用可能になり、NINTENDO 64版ではフレンドシップが変更されている。

### その他のメディア
コミック版「モータルコンバット」において、人間界の戦士の導き手、指導者としての役割を担っている。 彼とシャン・ツンはしばしば仇敵として描かれており、ジョニー・ケイジが『Tao Te Zhan』の問題の1つに答えることになったときに示されたように、人間の問題に介入することを禁じられていた。初代「MK」のストーリーとは異なり、連続シリーズ「Blood & Thunder」では神格化されているため、大会への参加は許されなかった。3号に渡って連載された連続シリーズ「Rayden & Kano」では、仲間の神々が人間の問題に関与しないのに対し、雷電は決して沈黙を守らず、永遠の闘いにおいて常に善良な側を有利にしようと立ち回ると述べられている。ライデンはカノウの命を救い、善へと転向した悪人の力を引き出す剣「Ebbonrule」を彼に渡そうとした。ライデンは彼が剣の力を使ってシャオ・カーンを倒すことを願っていたが、カノウは神に匹敵する力と引き換えに剣をシャオ・カーンに譲渡し、ライデンは自分の行動が決して善と悪の均衡を崩すものではないことを悟ることになった。前回の「Tournament Edition」では、ライデンはシャオ・カーンのトーナメントで戦士たちを指揮した。彼は最終的にカノウ、キンタロー、ゴロー、スモークの奇襲からチームを救うために自分を犠牲にした。雷電にはWyndとRayneという2人の女性の従者がいることが描かれていた。
1995年の映画「モータル・コンバット」では、クリストファー・ランバート が演じた ライデンは大会に参加できないが、雷神の導き手として、人間界の戦士たちを勝利に導くために尽力した。 衣装は初代「MK」の衣装の上に羽織ったローブ（笠は冒頭の1回のみ着用）である。彼の目は時折彼の正体を表し、一度だけテレポートしているところを目撃されている。また、辛口のユーモアのセンスを持っており、他の人物には理解されないこともあり、辛口を言った後に謝罪を求められることもしばしば。 New Line Cinemaが出版した「Making of Mortal Kombat」によると、ライデンの役割は「人間界の戦士を守り、シャン・ツンの軍が勝つための不正を見過ごさないこと（"to protect the Earth Warriors and make sure Shang Tsung's forces don't cheat to win"）」であった。トーナメント出場者全員を乗せた船がツンの島へ向かっていた途中、ライデンは人間界の戦士たちの魂をすべて覗き込み、3人のうちの誰か1人が結果を決めると告げた。その3人とはリュウ・カン、ジョニー・ケイジ、ソニア・ブレイドである。また、アニメーション映画『Mortal Kombat: The Journey Begins』では、ランディ・ハミルトンが声を担当し、主人公たちの案内役として登場。
1997年の続編『モータルコンバット2』では、ジェームズ・レマーが演じた。同作で多くのアクションに参加し、最初のアクションシーンでシャオ・カーンに勝利し、彼の将軍たちを殺すと脅迫した。旧神たちと相談した結果、不死性を犠牲にして女王シンデルと再会し、カーンの人間界侵攻への道を閉じ、モータルコンバットのルールを破った。映画の終盤、ライデンはカーンの弟であり、映画オリジナルのストーリーではシノックの息子であることが明かされ、ライデンとカーンは共にドラゴンのタトゥーを入れており、それは彼の家系の家紋で、持ち主は安全に領域間を移動できると説明された。ライデンはソーリアン（Saurian）とレプタイルのクローン（プロモーションでは「Raptors」と呼ばれている）と戦い、シーヴァは落下した檻の下敷きになって死亡した。最後に、彼は父の代わりに旧神となった。
実写テレビドラマシリーズ「Mortal Kombat: Conquest」では、ジェフリー・ミークが演じた。映画やゲームとは異なり、同作ではかなり陽気かつ皮肉屋な性格で、人間に対して飄々とした態度をとっていない。クン・ラオの幼少期からの師匠であり、人間界を守るために新たな戦士を見つけ、次回のモータルコンバットに備えることを常に若輩の戦士に言い聞かせている。ミークは同作でシャオ・カーンも演じており、最終回では同じ俳優が演じる両者の対決が描かれた。
1996年のアニメシリーズ「Mortal Kombat: Defenders of the Realm」では主要人物として登場し、声優はクランシー・ブラウン （1986年の映画「ハイランダー 悪魔の戦士」でクリストファー・ランバート扮するラッセル・ナッシュの宿敵を演じて有名になった）が務めた。キャラクターデザインは「MKII」をモチーフにしており、『Conquest』での辛口と皮肉屋な性格はそのまま引き継がれ、いくつかのエピソードでソニアやジャックスと衝突した。
Webドラマ「Mortal Kombat: Legacy」では新たにキャラクター像を練られた人物の1人として描かれ、第6話から登場。ライアン・ロビンスが演じた。モータルコンバットに参加するために人間界に不時着したが、運悪く精神病院の敷地内に落ちてしまった。彼はBlueという名の若い女性患者に発見され、彼女と友人関係を築く。3ヶ月の治療の後、ライデンの担当医は彼がまだ雷神であるという妄想の下にあると考え、ライデンはたびたび青い物質を吐いていた。すぐにロボトミー手術を受けるが、超能力で回復する。彼は脱出を試みるも、再びロボトミー手術を施された。Blueは彼を見つけ、部屋のドアをロックし、ライデンは自身を刺すように彼女に言った。涙の別れの後、Blueは彼を刺し、彼は雷と煙となって崩壊した。ライデンは別の場所に再び現れ、中国の老人から笠を取って去っていった。2013年のシーズン2では、デヴィッド・リー・マッキニスが演じた。前シーズンでジョニー・ケイジがシャン・ツンに招待を受けたため、彼に対して、招待を受けたか質問した。
2020年のアニメ映画「Mortal Kombat Legends: Scorpion's Revenge」と続編の「Mortal Kombat Legends: Battle of the Realms」ではデイブ B. ミッチェルが声優を務めた。
2021年のリブート映画「モータルコンバット」」では浅野忠信が演じた。
Free LivesのゲームBroforceでは、ライデンのパロディであるBrodenというプレイアブルキャラクターが存在する。さながらライデンのように、両手から稲妻を放ち、アッパーカットを繰り出すことができる。また、ゲーム内のすべてのボスを簡単に倒せる仕様を持つ。

## 批評
UGO.comが発表した「Top 11 Mortal Kombat characters」では第10位にランクインし、シリーズを象徴するキャラクターの1人として賞賛された。Game Revolutionの「Top 10 Old School Mortal Kombat Characters（モータルコンバットの古参キャラクター10選）」では6位で、彼の発する掛け声とFergalityに注目された。UGOが2012年に発表した「Top 50 Mortal Kombat Characters」では、4位にランクインしている。
2011年、UGOはライデンの帽子を「The Coolest Helmets and Headgear in Video Games」と題したリストで14位にランク付けし、「クン・ラオは武器としても使える山高帽を被ってるけど、ライデンサマの円錐形の麦わら帽子には特徴が無い（"Kung Lao’s got a slick topper that he can also use as a weapon, but Lord Raiden’s conical straw hat is untouchable."）」とコメントしている。また、2009年にGameProの「Video Game Hats: The 17 Best Pieces of Headwear in Gaming（ビデオゲームに登場する帽子ベスト17選）」と題したリストでランクインした。2012年、Complex の「The 50 Most Dominant Fighting Game Characters（最も支配的な格闘ゲームのキャラクター50選）」で32位にランクインした。